# 雷根經濟學

美國總統罗纳德·里根在1981年7月在白宮向國民介紹經濟政策的電視廣告

雷根經濟學（英語：Reaganomics）是指20世紀80年代美国总统罗纳德·里根的经济政策，這些促進經濟成長政策通常與供給面學派有關，亦被稱為涓滴效應學（不進行財富再分配，而是反過來使有錢人更富有，大企业隨後大量花費及投资，使社會各階層皆獲益）或巫毒經濟學（比喻以擴張赤字來預支國家經濟有如吸食毒品）。儘管其鼓勵企業花錢固然達到了經濟成長之效，但也加大了美國的貧富差距。
雷根經濟政策的四大支柱為：減少政府開銷的增長、降低所得稅和資本利得稅、減少政府對經濟的調控與控制貨幣供應量、減少通货膨胀。

## 過程
雷根所下的第一道命令是停止聯邦政府對石油價格的控制，以恢復國內在石油生產和探測上的市場動力。為了解決兩位數的通貨膨脹，雷根支持了联邦储备系统主席保罗·沃尔克以戲劇性提升銀行利率來達成減縮貨幣供應量目標的計畫。經濟學家米爾頓·佛利民描述當時雷根了解到“若要成功遏止通貨膨脹，金融的管制和短暫的經濟衰退是不可避免的”。雷根利用緊縮貨幣供應配合全面減稅的方法來刺激商業的投資（依據雷根的說法：“芝加哥經濟學派、供應面經濟學，隨便你怎麼稱呼它。我注意到有些人甚至稱它為雷根經濟學，直到它開始生效為止...”）。雷根成功的展開全面減稅，1981年推行的減稅法案規模是美國史上前所未見的。減稅不但將所得稅率大幅降低，也消除了稅賦制度的許多漏洞。
為了終結通貨膨脹而緊縮貨幣的供應，使美國經濟在1981年7月開始急劇的衰退，並在1982年11月降到谷底，衰退幾乎打破了大萧条的紀錄。然而，美國經濟在歷經1981年－1982年的衰退後，於1983年開始了戲劇性的茁壯復甦，這波經濟成長還繼續維持了好幾年，直到雷根任期結束前都還未停止，成為美國史上為期最久的經濟擴張，原本高漲的失業率於1984年中旬已經降回了1981年早期的數字，並且在接下來幾年裡也持續下降。
雷根政府主張減稅幫助了經濟的復甦、製造了更多工作機會，最終將使聯邦政府獲得更多稅收，從1980年代初的每年5,170億美元大幅提升至超過1萬億美元。而雷根政府新的軍事戰略增加了大量軍事預算，則導致聯邦政府的預算赤字達到前所未見的地步。
米爾頓·佛利民提出了雷根任內每年聯邦公文（Federal Register），紀錄了聯邦政府每年發布的法規與管制公文）的數量來說明雷根反對政府管制的政策走向。自從1960年代以來，每位總統每年的聯邦公文數都持續增加，但在雷根上任後發出的聯邦公文急遽減少，證明了雷根對政府管制的反對態度。聯邦公文的數量在雷根任內都只維持小幅度增長，直到雷根離任為止才又開始大量增加。
當時由民主黨佔多數的眾議院，則反對雷根如此減縮社會福利和其他國內的支出。一些批評家則認為，雷根這種將預算大幅投注軍事產業的政策事實上屬於古典的凱因斯經濟學，並認為接踵而來的經濟成長並非減稅造成的，而是政府大幅度支出的結果。
由於警覺到社會福利開支的增長，雷根指派了艾倫·格林斯潘領導社會福利改革，擬出了減緩社會福利支出的計畫。隨著年齡的增長，從社會福利取得的津貼也會隨之緩慢增長（也配合著逐漸增長的國民平均壽命），使這套制度在接下來50-70年內不會超出政府的負擔能力。這套計畫也藉著提升社會福利的工資稅比率來增加政府的稅收。
為了解決預算赤字，雷根政府大量由國內和國外貸款國債，到雷根第二屆任期時民間所持有的国债已經從1980年佔GDP的26%大幅提升至1989年的41%，是從1963年以來最高的紀錄。在1988年國債總計2.6萬億美元，向國外的借債總額超過了國內，美國也從原本世界最大的債權國轉變為世界最大的借債國。
雷根的經濟政策拉大了貧富差距，但在雷根任內所有經濟階層的所得都提高了，包括最底層的貧窮人口也提升了6%（美國普查局，1996年），同時最富有的1%美國人則提升了1萬億元的收入（ZINN，2003年）。

## 爭議
一些放任自由主義者認為里根所提倡實施的經濟政策從來沒有被真正落實，他們指出在里根執政時期，聯邦政府整體上仍在增加税收和增加管制措施等等。這種説法把放任自由主義者理想中的放任自由資本主義與當時里根所奉行的自由市場資本主義區分開來。

## 資料
- Laffer, Arthur. . The Heritage Foundation.   [2012-10-23]. （原始内容存档于2009-08-10）.
- . University of Houston. （原始内容存档于2010-07-23）.